# Charles Morgan (1er baron Tredegar)
Charles Morgan Robinson Morgan, 1er baron Tredegar (10 avril 1792 - 16 avril 1875) est un pair anglais whig et un membre de la Chambre des lords. 

## Biographie
Il est le fils du lieutenant-colonel Charles Morgan (2e baronnet), et son épouse, Mary Margaret Stoney. Il fait ses études à la Harrow School, à la Westminster School et à la Christ Church, à Oxford (1811). 
Il est élu député de Brecon pour la première fois en 1812 et est réélu en 1830 et 1835. 
Il sert dans la milice, devenant par la suite commandant et est nommé haut-shérif de Monmouthshire de 1821 à 1822 et haut-shérif de Brecknockshire de 1850 à 1851. Il est créé baron Tredegar en 1859 et fut Lord Lieutenant du Monmouthshire de 1866 jusqu'à sa mort. 
Il épouse Rosamund, fille de Godfrey Basil Mundy, à la fin de 1827 et a cinq fils et six filles. Il est décédé en avril 1875. Son fils Godfrey Morgan (1er vicomte Tredegar), lui succède. 